# Нехтування дітьми
Нехтування потребами дитини (англ. Child neglect) або недбале ставлення до дитини, недбальство, недогляд  — одна з форм жорстокого поводження з дітьми. Для життя та розвитку особистості необхідне забезпечення біологічних (харчування, одяг, сон та ін.), психологічних (розвиток когнітивних навичок,), соціологічних (стабільні теплі стосунки з батьками, співчуття, дружба) потреб. Відсутність піклування та належного забезпечення основних потреб дитини в їжі, одязі, житлі, вихованні, медичній допомозі з боку батьків або інших причетних людей, на яких покладена відповідальність за дитину, призводить до того, що здоров'я, безпека та добробут дитини виявляються під загрозою. Нехтування потребами дитини є браком уваги та недостатку у задоволенні:
- надання належного догляду;
- харчування;
- одягу;
- житла;
- медичного обслуговування;
- фізичних, емоційних, соціальних, освітніх потреб.

За Законом України «Про запобігання та протидію домашньому насильству», нехтування — одна із форм насильства, а саме — економічного. Окремі автори розглядають нехтування як форму психологічного насильства. Недогляд —  форма насильства, яка спостерігається найбільш часто порівняно з іншими формами. Може проявлятися як тимчасове явище, наприклад, коли дитина залишається без догляду протягом кількох годин, але найчастіше, це — систематична свідома чи несвідома відмова батьків чи інших членів сім’ї забезпечувати розвиток та благополуччя дитини, що часто призводить до нещасних випадків, отруєнь та інших небезпечних для життя і здоров'я дитини наслідків.  

## Причини
Недбале ставлення до дітей може виникнути внаслідок різноманітних проблем. Відсутність батьківської уваги для повноцінного забезпечення потреб, відрізняється від неможливості забезпечити потреби дитини у силу об'єктивних причин:  
- бідність;
- психічні хвороби;
- недосвідченість.

Бідність та брак ресурсів нерідко є факторами, що можуть перешкоджати батькам повноцінному задоволенню потреб своїх дітей.  
Причини відсутності піклування про дітей відносять до трьох різних рівнів:  
- внутрішньоособистого — проблем самих батьків, зокрема, відсутності бажання до виховання, браку навичок батьківства та усвідомленості ролі батьків,  психічних розладів, зловживання алкогольним та психоактивними речовинами;
- міжособистісного/ сімейного — культурні переконання батьків/піклувальників;
- соціального / економічного — бідність, безробіття.

Одна із причин недбалого ставлення — відсутність любові жінки до своєї дитини. Діти, які народжені від незапланованої вагітності, частіше страждають від жорстокого поводження і відсутність турботи. Часто сім’ї стикаються з цілим комплексом проблем. В соціальній оцінці цього феномену слід розглядати обставини та можливості батьків та опікунів, перш ніж визначити таку поведінку як нехтування дітьми. 

## Ознаки
Типовим прикладом зневажливого ставлення до потреб дітей є залишення їх без догляду, що часто призводить до нещасних випадків, отруєнь та інших небезпечних для життя і здоров'я наслідків. Систематичне небажання батьків звертатися по медичну допомогу повинно викликати у сімейного лікаря або педіатра підозру щодо недбалого ставлення до дитини в сім’ї. Ознаки, за якими можна ідентифікувати, що потребами дітей нехтують: 
- брудний одяг, його невідповідність сезону;
- труднощі з годуванням у маленьких дітей;
- уповільнений розвиток дитини без явної причини;
- жадібне поглинання  дитиною їжі, чи, навпаки — відсутність апетиту;
- брудна шкіра, випадіння волосся;
- відсутність догляду за нігтями;
- карієс;
- уповільнена реакція, апатичність;
- неможливість контролю власної поведінки;

До ознак відсутності піклування про дитину старшого віку, свідчать: часте невідвідування школи, погана успішність у навчанні, жебрацтво, крадіжки дитиною грошей або їжі . Діти, що народилися не у шлюбі, мають більший  ризик нехтування. 

## Наслідки
Негативні події в дитинстві, такі як жорстоке поводження або нехтування, можуть чинити шкідливий вплив на фізичне і психічне здоров'я людини в довгостроковій перспективі —  стати причиною прискореного старіння, хронічних захворювань, передчасної смерті.
- Брак предметів першої необхідності, таких як їжа, одяг, шкільні підручники — неконтрольований хронічний стрес для дитини.
- Така форма стресу згодом стає перешкодою для здорового розвитку та ефективного навчання, може пригнічувати здатність людини приймати рішення, а також знижує ймовірність того, що людина досягне позитивних результатів у дорослому житті.

Стрес безпосередньо впливає на фізіологічні системи, які важливі для збереження здоров'я в зрілому віці.
Нехтування, окрім соціальних проблем (передача жорстокого поводження з покоління в покоління, бездомність, проституція, злочинна поведінка, безробіття, проблеми з вихованням дітей) призводить до довгострокових наслідків — хвороб та інвалідності: 
- глибокої  депресії;
- самогубству;
- посттравматичному стресовому розладу;
- зловживанню наркотиками і алкоголем;
- серцево-судинним захворюванням;
- злоякісним новоутворенням;
- хронічним захворюванням легень;
- захворюванням, що передаються статевим шляхом;
- скороченню тривалості життя.

Модель непередбачуваного, неконтрольованого  хронічного стресу створює надактивну систему реакції на стрес, яка легко викликає у людини депресію або агресію. Це обмежує здатність людини регулювати емоції і поведінку.
Найбільшої шкоди нехтування потребами завдає дітям віком до двох років. Діти, потребами яких батьки нехтують, часто не мають профілактичних щеплень, що робить їх ще більш вразливими до інфекцій. 
Економічний тягар дитячих негараздів у вигляді надмірних витрат на охорону здоров'я може завдати величезної шкоди державним витратам. Правильне інвестування в боротьбу з негараздами дитинства в кінцевому підсумку заощадить витрати державного бюджету.
Допомога дітям — жертвам недбальства надається мультидисціплінарною командою.

## Див.також
- Виховання
- Насильство над дітьми